# Fossil, Oregon

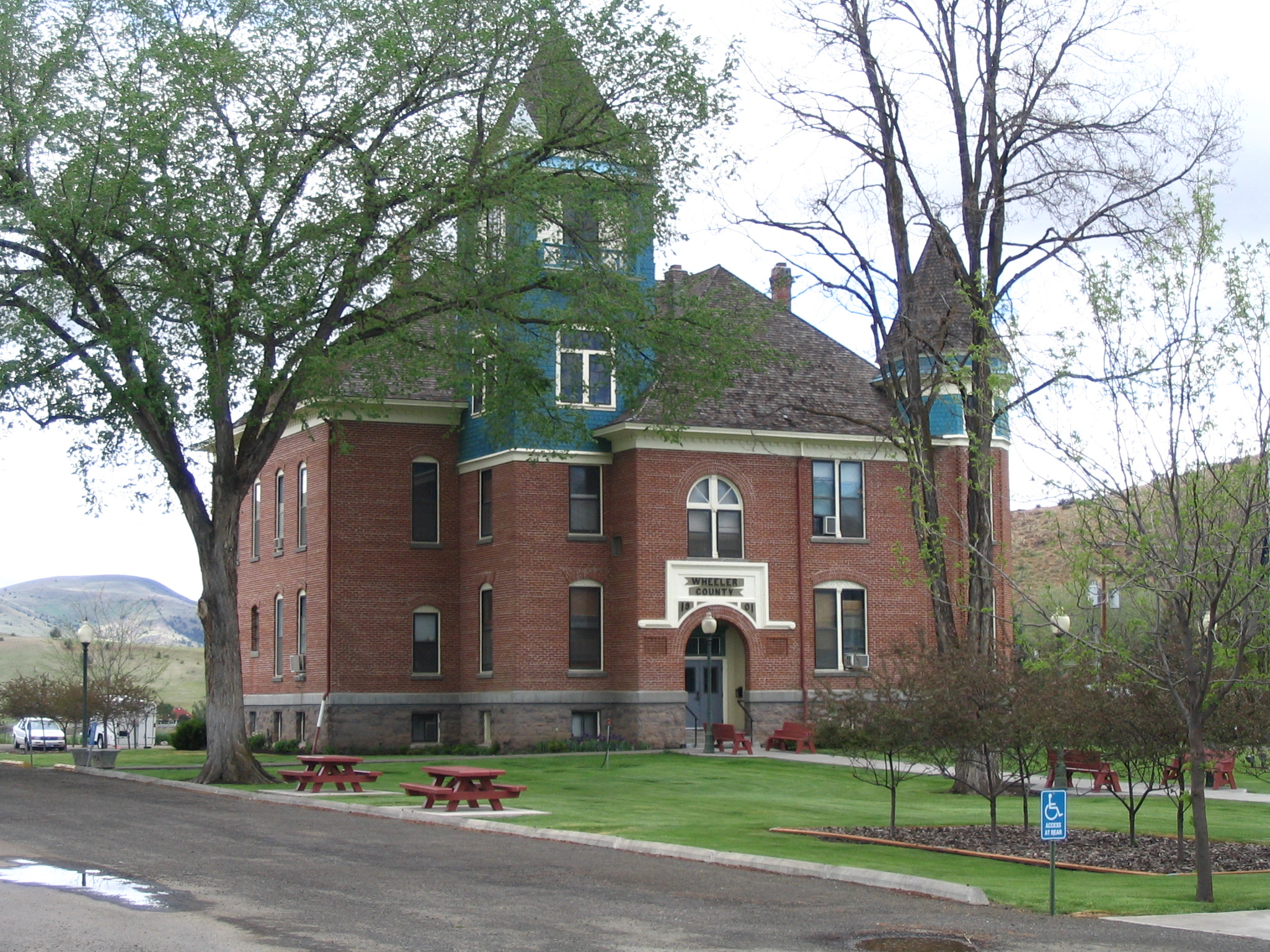
Wheeler County Courthouse

Fossil är det största samhället och det administrativa centrumet i Wheeler County, Oregon, USA. Området är rikt på fossiler, därav stadens namn. 
Postkontoret i Fossil öppnade den 28 februari 1876 och staden har varit administrativt centrum för Wheeler County sedan 1899. I Fossil finns skola K-12, affärer, tingshus och museum. I Fossil finns USA:s enda fossilfält som är öppet för allmänheten.
Antalet invånare var 473 enligt folkräkningen 2010.